# 真神
真神（まかみ、まがみ、しんじん）は、狼（ニホンオオカミ）の古名や異名、「まことの神」「正しい神」を指す言葉。「大口真神（おおくちのまがみ、おおぐちまかみ）」「御神犬」とも呼ばれる。

## 概要
日本に生息していた狼（ニホンオオカミ）が神格化されたもの。真神は古来、聖獣として崇拝されてきた。また、猪や鹿から作物を守護するものとされた。人語を理解し、人間の性質を見分ける力を有し、善人を守護し、悪人を罰するものと信仰された。また、厄除け、特に火難や盗難から守る力が強いとされ、絵馬などにも描かれてきた。
大和国（現在の奈良県）にある飛鳥の真神原の老狼は、大勢の人間を食べてきたため、その獰猛さから神格化された。『万葉集』巻八には「大口の まかみの原に ふる雪は いたくなふりそ 家もあらなくに」（舎人娘子）と記され、少なくとも（大和国風土記の逸文と合わせ）8世紀からみられる。この「大口の真神原」には後に飛鳥衣縫造祖樹葉（あすかきぬぬいのみやつこ の おや このは）の邸宅があったとされ、用明天皇の代に蘇我馬子が寺の建立を発願、崇峻天皇の代に館を廃し法興寺（後の飛鳥寺）の造営が始まったとされる。
現在も埼玉県秩父地方の神社を中心に、狼が描かれた神札（お札）が頒布され、信仰を集めている。このすぐ南の武蔵御岳山上の武蔵御嶽神社には『日本書紀』の記述に基づく「おいぬ様」（または「お犬さま」）の伝説があり、日本武尊の東征の折、邪神が大鹿の姿で現れたのを野蒜で退治したが、その時に大山鳴動して霧に巻かれて道に迷ったのを、そこに忽然と白い狼が表れて道案内をして、無事に日本武尊軍を導いたので、尊は「大口真神としてそこに留まるように。」といったという。大口真神は江戸時代の天保年間ころより盗難除け・魔物除けとしての信仰が盛んになり、本殿のおいぬ様の狛犬はブロンズ製（1807年の作）で、本殿前の像は北村西望の作（1985年奉納）である。